# لغات رسمية في الأمم المتحدة
اللغات الرسمية في الأمم المتحدة هي اللغات الست التي تُستعمل في اجتماعات الأمم المتحدة وتُكتب بها جميع الوثائق الرسمية للأمم المتحدة. وهي: العربية والإسبانية والإنجليزية والروسية والصينية والفرنسية، أي اللغات الأربع التابعة للأعضاء الخمسة الدائمين في مجلس الأمن الدولي بالإضافة إلى اللغتين العربية والإسبانية.